# Nekrolog 1239
Nekrolog
◄◄
| ◄
| 1235
| 1236
| 1237
| 1238
| 1239 | 1240 | 1241 | 1242 | 1243 | ► | ►►
Weitere Ereignisse | Allgemeiner Nekrolog 1239
Die Beschreibung der verstorbenen Person sollte so kurz wie möglich gehalten sein und nur deren signifikante Tätigkeit(en) enthalten.
Neue Namen ggf. auch unter dem Geburts- und Sterbedatum, also etwa unter 1. Januar und im Geburts- und Sterbejahr (2024) eintragen (nur bei entsprechender großer Wichtigkeit). Für Beispiele siehe die schon vorhandenen Artikel.
Außerdem über die fünf zuletzt Verstorbenen, zu denen es einen ausreichend guten Artikel für eine Präsentation auf der Hauptseite gibt, nach der todesbedingten Überarbeitung der Artikel ggf. auch unter Wikipedia Diskussion:Hauptseite informieren und sie am besten auch in den anderen Wikipedia-Sprachversionen eintragen. Tipp: Regelmäßig bei news.google.de nach „ist tot“, „gestorben“ oder „verstorben“ suchen.
Wenn eine Person gestorben ist, gibt es viele Seiten zu dieser Person in der Wikipedia, die davon auch betroffen sind und entsprechend aktualisiert werden müssen. Beispiele: Namenübersichtsseite, Geburtsjahr, Geburtsort-Seiten und viele mehr.
Wie finde ich die betroffenen Seiten?
Im Suchfeld auf der linken Seite gibt man den Suchbegriff so ein: „Vorname Nachname“. Dann klickt man auf Volltext und alle Seiten mit entsprechendem Suchtext werden aufgerufen. Hier sieht man dann schnell, wo auch das Todesjahr Sinn macht oder sogar ein Teil des Artikels angepasst werden muss. Auch hilft das „Werkzeug“ auf der linken Seite sehr gut, um solche Seiten aufzufinden: „Links auf diese Seite“. Somit ist die Wikipedia wieder aktuell in allen Bereichen! Hinweis: bei Eintragung der Kategorie „Gestorben JAHR“ wird der Missbrauchsfilter 49 ausgelöst, was jedoch nicht schlimm ist. Siehe: Spezial:Missbrauchsfilter/49
Dies ist eine Liste von im Jahr 1239 verstorbenen bekannten Persönlichkeiten. Die Einträge erfolgen innerhalb der einzelnen Daten alphabetisch sortiert. Tiere sind im Nekrolog für Tiere zu finden.

## März
| Tag      | Name              | Beruf, bekannt als                                                                   | Alter | Beleg |
| -------- | ----------------- | ------------------------------------------------------------------------------------ | ----- | ----- |
| 5. März  | Burchard          | Abt des Benediktinerklosters Liesborn (1554–1582)                                    |       |       |
| 5. März  | Hermann von Balk  | Ritter des Deutschen Ordens, Deutschmeister, Landmeister von Preußen und von Livland |       |       |
| 20. März | Hermann von Salza | Hochmeister des Deutschen Ordens und Politiker                                       |       |       |
| 28. März | Go-Toba           | 82. Tennō von Japan                                                                  | 58    |       |

## April
| Tag      | Name                 | Beruf, bekannt als         | Alter | Beleg |
| -------- | -------------------- | -------------------------- | ----- | ----- |
| 7. April | William de Cantilupe | anglonormannischer Adliger |       |       |

## Mai
| Tag     | Name                | Beruf, bekannt als | Alter | Beleg |
| ------- | ------------------- | ------------------ | ----- | ----- |
| 10. Mai | Agnes von Zähringen | Frau von Egino IV. |       |       |

## Juni
| Tag     | Name             | Beruf, bekannt als   | Alter | Beleg |
| ------- | ---------------- | -------------------- | ----- | ----- |
| 5. Juni | Władysław Odonic | Herzog von Großpolen |       |       |

## August
| Tag       | Name                         | Beruf, bekannt als             | Alter | Beleg |
| --------- | ---------------------------- | ------------------------------ | ----- | ----- |
| 4. August | Friedrich III. von Ortenburg | Stiftspropst von Berchtesgaden |       |       |

## September
| Tag          | Name                 | Beruf, bekannt als                                    | Alter | Beleg |
| ------------ | -------------------- | ----------------------------------------------------- | ----- | ----- |
| 7. September | Gerold von Jerusalem | Abt; Lateinischer Patriarch von Jerusalem (1225–1238) |       |       |

## Oktober
| Tag         | Name                 | Beruf, bekannt als     | Alter | Beleg |
| ----------- | -------------------- | ---------------------- | ----- | ----- |
| 5. Oktober  | Robert von Courtenay | Herr von Champignelles |       |       |
| 16. Oktober | Přemysl von Mähren   | Markgraf von Mähren    |       |       |

## November
| Tag          | Name                 | Beruf, bekannt als                                                         | Alter | Beleg |
| ------------ | -------------------- | -------------------------------------------------------------------------- | ----- | ----- |
| 1. November  | Wilhelm von Savoyen  | Bischof von Valence und Lüttich                                            |       |       |
| 3. November  | Friedrich (Schwerin) | Domherr und Dompropst in Hildesheim und Verden, Bischof im Bistum Schwerin |       |       |
| 13. November | Heinrich II.         | Graf von Bar                                                               |       |       |
| 19. November | Heinrich von Taufers | Bischof von Brixen (1224–1239)                                             |       |       |
| 25. November | Albrecht IV.         | Graf im Aargau, Landgraf im Ober-Elsaß und Feldhauptmann von Straßburg     |       |       |
| November     | Johann von Braine    | Graf von Vienne und Mâcon                                                  |       |       |

## Dezember
| Tag          | Name                 | Beruf, bekannt als                     | Alter | Beleg |
| ------------ | -------------------- | -------------------------------------- | ----- | ----- |
| 22. Dezember | Johann II. von Nesle | Herr von Nesle und Burggraf von Brügge |       |       |

## Datum unbekannt
| Tag | Name                | Beruf, bekannt als                                           | Alter | Beleg |
| --- | ------------------- | ------------------------------------------------------------ | ----- | ----- |
|     | Archambaud II.      | Graf von Périgord                                            |       |       |
|     | Bertrand de Comps   | Großmeister der Johanniter                                   |       |       |
|     | Simon von Dammartin | Graf von Aumale und Ponthieu                                 |       |       |
|     | Thomas von Capua    | päpstlicher Diplomat, Kardinal, Elekt von Neapel (1215–1216) |       |       |